# تئوری آف ا ددمن
تئوری آف اِ دِدمَن (به انگلیسی: Theory of a Deadman) (به معنی: نظریه یک مرد مرده) یک گروه موسیقی راک کانادایی است که در منطقه دلتا، بریتیش کلمبیا در سال ۲۰۰۱ میلادی تأسیس شده‌است. گروه در حال حاضر (ژوئیه ۲۰۱۱) قراردادهایی با کمپانی‌های رُدرانر رکوردز و آیلند رکوردز انعقاد کرده‌است. در موسیقی این گروه رگه‌هایی از دیگر سبک‌های موسیقی مانند کانتری و آکوستیک علاوه بر سبک اصلی آن‌ها که آلترنتیو راک و پست گرانج هست هم وجود دارد. تاکنون (ژوئیه ۲۰۱۱) تئوری آف اِ دِدمَن ۵ آهنگ در رده‌بندی ۱۰ آهنگ برتر رده‌بندی هات مین‌استریم راک داشته‌است که شامل آهنگ «بد گرل‌فرند» می‌شود که رده اول را به خود اختصاص داده بود.

## تاریخچه
تئوری آف ا ددمن اولین آلبوم خود تئوری آف ا ددمن را که نام خود را بر روی آن گذاشته بودند در ۱۷ سپتامبر ۲۰۰۲ به بازار داد.

در ۲۹ مارس ۲۰۰۵، تئوری آف اِ دِدمَن دومین آلبوم خود به نام گازوئیل را به بازار داد.

| سال  | نام آلبوم                                                                                  | رتبه در جدول | رتبه در جدول | رتبه در جدول | رتبه در جدول | گواهینامه‌ها                   |
| سال  | نام آلبوم                                                                                  | کانادا       | آمریکا       | آمریکا راک   | بریتانیا     | گواهینامه‌ها                   |
| ---- | ------------------------------------------------------------------------------------------ | ------------ | ------------ | ------------ | ------------ | ----------------------------- |
| ۲۰۰۲ | تئوری آف ا ددمن - اولین آلبوم استودیویی - عرضه شده: ۱۷ سپتامبر ۲۰۰۲ - ناشر: ۶۰۴ رکوردز     | ۴            | ۸۵           | -            | -            | کانادا: پلاتین                |
| ۲۰۰۵ | گازوئیل - دومین آلبوم استودیویی - عرضه شده: ۲۹ مارس ۲۰۰۵ - ناشر: رُدراندر رکوردز            | ۱۰           | ۵۸           | -            | -            | کانادا: پلاتین                |
| ۲۰۰۸ | زخم‌ها و یادگارها - سومین آلبوم استودیویی - عرضه شده: ۱ آوریل ۲۰۰۸ - ناشر: رُدرانر رکوردز    | ۲            | ۲۶           | ۶            | ۱۰۶          | کانادا: پلاتین آمریکا: پلاتین |
| ۲۰۱۱ | حقیقت اینه که... - چهارمین آلبوم استودیویی - عرضه شده: ۱۲ ژوئیه ۲۰۱۱ - ناشر: رُدرانر رکوردز | -            | -            | -            | -            |                               |